# Дъф Маккагън
Дъф Маккагън (на английски: Duff McKagan), роден на 5 февруари 1964 г. в Сиатъл (САЩ), с рождено име Майкъл Андрю Маккагън (Michael Andrew McKagan), е американски хардрок музикант, бивш бас китарист на вече не съществуващата рокгрупата „Velvet Revolver“ и басист на „Guns N' Roses“. Става известен в края на 80-те години като басист на „Guns N' Roses“.

## Ранни години
Майкъл Андрю Маккагън е роден в Сиатъл в семейството на Елмър Л. Маккагън (20 март 1924 – началото на юли 2007) и Алис Мари Харингтън (оженили се през 1943 г.) и е най-малкото от общо осемте деца. Наричали баща му Елмър „Мак“, той служил в армията по време на Втората световна война, след което работил като пожарникар в Сиатъл в продължение на 26 години с чин лейтенант, след което се пенсионирал и 12 години работил за Group Health в Сиатъл.
Ето професиите на трима от братята на Дъф според данни от декември 2002 г.: Джон работи като мениджър във веригата заведения QFC, Брус е генерален мениджър на Muzak Corp в Сиатъл, Мат преподава в Lindero Canyon Middle School. Мат също участва в записите на албума „Use Your Illusion“ на Guns N' Roses. Четвъртият брат на Дъф се казва Марк. Имената на трите му сестри са Каръл Чарлс, Джоан Шелтън (в някои източници Бейкър) и Клаудия Кристиансън. Дъф има полусестра от втория брак на баща си с Мел Блум, която се казва Лори Томас.
Прякорът „Дъф“ е измислен от родителите му, тъй като твърде много деца в квартала се казвали Майкъл. „Дъф“ е американската интерпретация на ирландска дума, която има много значения, едно от които е „чернокос“. Родът Маккагън произхожда от стария ирландски клан Mac Aodhagáin, родом от Галуей (County Galway) в Ирландия.
Дъф се научава да свири на бас китара от своя по-голям брат Брус. Отначало започва като китарист и барабанист в много групи, а едва по-късно в Лос Анжелис се ориентира основно към бас. Дъф е левичар, но не свири на китара за лява ръка.
Дъф е далтонист, той не различава червеното и зеленото, както и някои комбинации от цветове.
Дъф има светлокафява коса, която изрусява до сламенорусо още от началото на осемдесетте. Преди това е експериментирал и със син и зелен цвят на косата.
Като тийнейджър участва в няколко групи в Сиатъл, като най-известната от тях е пънк групата The Fastbacks, в която свири като 16-годишен. Общият брой на групите, в които е свирил в Сиатъл, е по собствените му думи над 31.
През 1984 г. Дъф се премества да живее в Калифорния. Там започва да свири в различни групи в околностите на Лос Анджелис, между които Ten Minute Warning и хард-кор пънк групата The Fartz. Когато напуска Ten Minute Warning, мястото му в групата заема Даниъл Хаус от Skin Yard. По-късно, отзовавайки се на обява в местно списание, Дъф среща Слаш и Стивън Адлър и се присеъдинява към тяхната група Road Crew. Тази среща се състои в легендарното заведение Canter's в Лос Анжелис.
В началото на 1985 г. Дъф, заедно със Слаш и Стивън, се запознава с Аксел Роуз и Изи Страдлин и заедно създават групата Guns N' Roses.

## По времето на Guns N' Roses

### Appetite For Destruction
През 1987 г. Guns N’ Roses подписват договор с Geffen и издават първия си студиен албум наречен Appetite for Destruction. Албумът няма голям успех в началото, но след излизането на няколко сингъла, групата придобива популярност и той достига до номер едно в класациите с повече от 25 милиона продажби. През 1988, Guns N' Roses стават една от най-популярните хардрок групи благодарение на песни като Welcome to the Jungle, Paradise City и Sweet Child O' Mine. Едни от най-емблематичните песни за албума – между които и „It's So Easy“ и „Paradise City“, са написани от Дъф. През 2006 г. Appetite For Destruction е обявен за най-добър рок албум в историята от списание Kerrang!
През 1988 г. Дъф се жени за Манди Брикс, сервитьорка в японски ресторант и музикант в женската рап-група „The Lame Flames“. Те се разделят през 1990 г. През септември 1992 г. Дъф се жени за Линда Джонсон, но и с нея се развежда през 1995 г.
През 1990 г. Дъф свири в албума на Iggy Pop „Brick By Brick“ и участва в написването на някои от песните. Iggy Pop е един от идолите на Дъф, наред с Клаш, Принс, Джони Тъндърс и Рамоунс.

### Use Your Illusion
Освен че свири на бас китара, Дъф изпълнява и вокалите на песента си „So Fine“ в албума Use Your Illusion. Гънс Енд Роузес правят мащабно световно турне за двойния си албум, по време на което Дъф записва първия си солов албум. В същото време здравословното състояние на Дъф се влошава все повече.

### Believe In Me
На 28 септември 1993 г. излиза първият солов албум на Дъф Маккаган – Believe In Me, създаден и записан по време на дългото световно турне на Guns N' Roses. В албума Believe In Me участват много гост-музиканти: Слаш, Джеф Бек, Лени Кравиц, Скид Роу и Себастиан Бах. Песните са 13 и са композирани от Дъф. Той изпълнява повечето вокали и свири на почти всички инструменти на диска. Продуценти са Дъф и Джим Мичъл. Заглавното парче излиза като сингъл и има и клип по MTV. Албумът излиза чрез Geffen Records, но не продава достатъчно много бройки, за да убеди компанията да издаде и следващия солов албум на Дъф Маккагън – Beautiful Disease.
Веднага след световното турне на Гънс Енд Роузес, Дъф поема на солово турне, за да представя албума си Believe In Me.

### The Spaghetti Incident?
През 1993 г. излиза албумът с пънк кавъри „The Spaghetti Incident?“ на Guns N' Roses, в който Дъф изпълнява вокалите на 4 от песните и продуцира кавъра на „You Can't Put Your Arms Around a Memory“, посветен на починалия през 1991 г. Джони Тъндърс (китарист на Ню Йорк Долс и The Heartbreakers).

## След Guns N Roses
Вследствие на продължително системно злоупотребяване с алкохол, панкреасът на Дъф се пръска и той претърпява тежка операция през 1994 г. На 11 май 1994 г. Дъф спира да пие, тъй като лекарите го предупреждават, че организмът му повече не може да понесе дори минимално количество алкохол и дори една чаша би довела до фатален край. Оттогава Дъф променя начина си на живот, напълно се възстановява и се занимава активно със спорт – сноуборд, бягане, ски, водни ски, и най-вече кик бокс и други бойни изкуства.
След като стабилизира здравето си, Дъф е решен да завърши образованието си. Записва се на вечерни курсове, получава необходимите му за завършване на гимназия кредити и се записва в университета в Сиатъл. Там той завършва финанси.
През 1997 г. Дъф участва в серия 24 от телевизионния сериал Sliders. В нея играе музикант вампир, който си отмъщава на музикален критик.
През август 1997 Дъф Маккагън напуска Guns N' Roses.
На 27 август 1997 г. се ражда Грейс, дъщеря на Дъф от връзката му с дизайнерката Сюзън Холмс. Две години по-късно, на 28 август 1999 г. Дъф и Сюзън се женят. Втората им дъщеря Мей Мари се ражда на 16 юли 2000 г. Тя е кръстена на майката на Дъф, която умира през 1999 г. и оттогава Дъф живее в Сиатъл.
През 2001 г. Дъф участва в маратонско бягане с номер 11468.

### С Neurotic Outsiders
Neurotic Outsiders е пънк рок група, създадена през 1995 г. от Дъф Маккагън, Мат Соръм (от Гънс Енд Роузес), Джон Тейлър (от Duran Duran) и Стив Джоунс (от Секс Пистълс). Групата започва с концерти в заведението на Джони Деп, the Viper Room, в Лос Анжелес, Калифорния. Дебютният им албум „Neurotic Outsiders“ излиза през 1996. В него Дъф свири на китара във всички песни и пее основните вокали на 3 от тях, „The Good News“, „Revolution“ и „Six Feet Under“ (написана от него).

### Ten Minute Warning
Ten Minute Warning (Тен Минит Уорнинг) е група, създадена през 1982 г. от Paul Solger, Duff McKagan (тогава барабанист) и вокалиста Blaine Cook, след разпадането на the Fartz. Това е групата, вдъхновила сиатълската гръндж сцена (посочвана за основно музикално влияние от гръндж музиканти като Стоун Госард и др.). Дебютния си и едноименен албум те официално издават чак през 1998 г. с нов вокалист, Кристофър Блу. През 2007 г. групата качва в интернет някои от по-старите им записи и започва да издирва песните, които през 1982 са записвали за компилации. За момента официално обявени са 11 песни (записвани преди 25 г.), които ще бъдат включени в бъдещо издание на втори диск на групата.

### Beautiful Disease
Beautiful Disease е вторият солов албум на Дъф. Той е записан през 1999 г. и също съдържа 13 песни, отново композирани от Дъф и изпълнени от него. Промо копия на албума са били изпратени на пресата, но издаването на диска е спряно от Geffen Records в последния момент. В резултат на това Beautiful Disease се разпространява между феновете по интернет или се продава на незаконно презаписани дискове по eBay. Някои от тези копия достигат много високи цени, а албумът има култов статус сред феновете. Три от песните от Beautiful Disease са презаписани и излизат в нова версия в албума Dark Days на групата Loaded.

### The Racketeers
През 2000 г. Дъф събира групата The Racketeers и те издават албума Mad for the Racket. В него Дъф свири на бас и пее беквокали.

### Loaded
Loaded e рок група, събрана от Дъф. В нея той свири на 6-струнна китара, пиано, и освен това изпълнява всички вокали. Албумът им „Dark Days“ излиза през 2001, съдържа 12 песни и е подкрепен с турне в САЩ и Япония. През зимата на 2006 г. групата се събира отново само за един благотворителен концерт в Сиатъл, на който се набират средства за лечението на приятел на музикантите, болен от рак.
През 2001 г. Дъф участва в турнето на Изи Страдлин за соловия му албум River.
Дъф свири на китара на много от концертите на Alice in Chains, когато сиатълската гръндж група се събира отново през 2006 г.

## С Velvet Revolver
През април 2002 г. Дъф създава групата Velvet Revolver (в началото просто наречена The Project) заедно с бившите си колеги от Guns N' Roses – Слаш и Мат Соръм. Към тях се присъединяват и китаристът Дейв Къшнър, близък приятел на Дъф и Слаш, както и Скот Уайланд – бивш вокал на Stone Temple Pilots. Скот се присъединява към групата през 2004 г., за да запише вокалите на албума Contraband.
„Slither“, първият сингъл от албума Contraband, получава наградата Grammy за Best Hard Rock Performance през 2005 г.
Заедно със Скот Уайлънд, Дъф инвестира в заведението „Снич“ в Ню Йорк, като по-късно продава дяла си в него.
На 25 април 2006 г. Дъф участва като гост-съдия в седмата седмица от четвъртия сезон на риалити шоуто за кънтри музика Nashville Star. Междувременно там Дъф пише кънтри песни.
През февруари 2007 г. стартира шестмесечната кампания пролет-лято на дизайнера Джон Варватос с участието на Велвет Револвер. В серията модна фотография Дъф Маккаган участва с бял костюм на Варватос. През 2007 Дъф участва и в промоцията на модната линия на SorumNoce, притежавана от Мат Соръм и Макс Ноче.
Вторият албум на Велвет Револвер се нарича Libertad, излязъл на 4 юли 2007 г. Групата работи над него с продуцента Брендън О'Брайън. Още от пролетта групата започва световно турне, което продължава и през 2008 г.
На 3 декември 2015 година Уайланд е намерен мъртъв в своя туристически автобус, един ден преди да изнесе концерт в Минесота със своята група The Wildabouts. Оттогава Слаш и Маккгаън са отново членове на Guns N' Roses.